# Vlag van Alphen aan den Rijn

vlag van de gemeente Alphen aan den Rijn

vlag van Alphen aan den Rijn (1957-2014)

De vlag van Alphen aan den Rijn is in 2014 door de gemeenteraad van de Zuid-Hollandse gemeente Alphen aan den Rijn aangenomen als gemeentelijke vlag. De vlag is blauw met een brede witte golvende lijn van linksboven naar rechtsonder; linksonder een gele burcht, verlicht in blauw en rechtsboven een gele achtpuntige ster.
De vlag is gelijk aan het wapen van Alphen aan den Rijn zoals dat na de fusie met Boskoop en Rijnwoude is vastgesteld.

## Voorgaande vlag
De voorgaande vlag was gelijk aan het oude wapen van Alphen aan den Rijn en werd door de gemeenteraad van de toenmalige gemeente aangenomen op 29 november 1957. De vlag is wit en heeft in het midden een achtpuntige zwarte ster.
Toen in 1973 bleek dat de vlag van Wateringen, die op dat moment bijna twintig jaar werd gevoerd, gelijk was aan deze vlag besloten burgemeester en wethouders van Wateringen na overleg met de Hoge Raad van Adel de ster op de vlag te verschuiven naar 1/3 van  de lengte (gemeten vanaf de broeking).

## Verwante afbeeldingen

Wapen van Alphen aan den Rijn (2014)
Wapen van Alphen aan den Rijn (1918)
Het wapen van de tot 1918 zelfstandige gemeente Alphen

Alblasserdam
· Albrandswaard
· Alphen aan den Rijn
· Barendrecht
· Bodegraven-Reeuwijk
· Capelle aan den IJssel
· Delft
· Den Haag
· Dordrecht
· Goeree-Overflakkee
· Gorinchem
· Gouda
· Hardinxveld-Giessendam
· Hendrik-Ido-Ambacht
· Hillegom
· Hoeksche Waard
· Kaag en Braassem
· Katwijk
· Krimpen aan den IJssel
· Krimpenerwaard
· Lansingerland
· Leiden
· Leiderdorp
· Leidschendam-Voorburg
· Lisse
· Maassluis
· Midden-Delfland
· Molenlanden
· Nieuwkoop
· Nissewaard
· Noordwijk
· Oegstgeest
· Papendrecht
· Pijnacker-Nootdorp
· Ridderkerk
· Rijswijk
· Rotterdam
· Schiedam
· Sliedrecht
· Teylingen
· Vlaardingen
· Voorne aan Zee
· Voorschoten
· Waddinxveen
· Wassenaar
· Westland
· Zoetermeer
· Zoeterwoude
· Zuidplas
· Zwijndrecht

1. ↑  Gemeentearchief, Alphen aan den Rijn